# Eurodryas splendida
Eurodryas splendida är en fjärilsart som beskrevs av Mauny 1949. Eurodryas splendida ingår i släktet Eurodryas och familjen praktfjärilar. Inga underarter finns listade i Catalogue of Life.